# Yuppie Psycho
Yuppie Psycho è un videogioco survival horror del 2019. Sviluppato da Baroque Decay, il gioco ruota intorno al protagonista Brian Pasternack che viene assunto da una compagnia con l'incarico di dare la caccia a una strega che sta corrompendo la compagnia dall'interno.
Il gioco è stato pubblicato su Steam nel 2019 e ha in seguito ricevuto un'edizione estesa per Nintendo Switch, Xbox One e PlayStation 4.

## Trama
Il giocatore controlla Brian Pasternack, un nuovo impiegato presso una delle maggiori corporazioni al mondo, la Sintracorp. Pasternack teme possa trattarsi di una truffa ma accetta comunque il lavoro. Appena arrivato, scopre che il suo compito è quello di diventare un cacciatore di streghe, poiché una strega è insediata nell'edificio della Sintracorp da anni, corrompendo la compagnia dal didentro. Pasternack dovrà dunque risolvere il mistero della strega e porre fine al suo regno del terrore.

## Modalità di gioco
Non c'è alcun sistema di combattimento, per fermare i nemici che attaccheranno il giocatore sarà possibile usare gli oggetti trovabili nel mondo di gioco.

## Sviluppo
Yuppie Psycho è stato sviluppato da Baroque Decay, un team franco-spagnolo. Prima di Yuppie Psycho Baroque Decay aveva creato The Count Lucanor, che gli sviluppatori avevano realizzato usando le meccaniche di gioco che già funzionavano nei precedenti tentativi di sviluppo, impegnandosi a lavorare soltanto con esse. Il gruppo in seguito ha iniziato a lavorare a Yuppie Psycho con la speranza di realizzare un progetto più ambizioso dal punto di vista di dimensioni e storia. Il gruppo ha deciso di mettere in pratica ciò che aveva imparato dallo sviluppo di The Count Lucanor, creando un gioco con un titolo semplice da leggere, un protagonista con cui fosse più facile empatizzare e un'ambientazione meglio riconoscibile. Il gruppo si ispirò a diverse ambientazioni d'ufficio per il gioco, tra cui a quelle di La folla (1928), L'appartamento (1960), Brazil (1985) e Matrix (1999), mentre per gli aspetti di commedia nera a film come Gremlins 2, Mister Hula Hoop e Joe contro il vulcano.
 Gli sviluppatori hanno deciso di dare a Yuppie Psycho tratti sia orrorifici che comici, permettendo loro di creare i ritmi di trama con maggiore libertà.
Yuppie Psycho è stato realizzato con un motore personalizzato. Nonostante sia stato sviluppato in Spagna e in Francia, il gioco fa uso di una pixel art rétro molto influenzata dagli stili anime e manga. A differenza di The Count Lucanor, che presentava riarrangiamenti di musica classica, il gioco è stato musicato da Michael "Garoad" Kelly, che ha collaborato al progetto sin dall'inizio. Kelly ha affermato di essersi unito dopo aver giocato a The Count Lucanor, emozionato di creare un gioco con «un'atmosfera musicale che fluisse bene con gli sbalzi di tono del gioco, le cui tracce più calme avrebbero avuto un sottile strato di ansia che si sarebbe trasformato in inquietante e orrorifico».

## Pubblicazione
Yuppie Psycho è stato pubblicato il 25 aprile 2019. Un aggiornamento gratuito intitolato Yuppie Psycho: Executive Edition è stato pubblicato nell'ottobre del 2020 sotto forma di contenuto scaricabile gratuito e su Nintendo Switch, aggiungendo tre ore di gioco, nuovi sfondi e finali alternativi; esso è stato definito dal team la versione "completa" del gioco. A differenza di The Count Lucanor, il porting di Yuppie Psycho è stato sviluppato dal team stesso. Gran parte del materiale aggiunto è stato ispirato dalle reazioni dei fan, che volevano sapere di più sul Sig. Diavolo e avere più informazioni sulla storia della famiglia Sintra.
Il gioco è stato distribuito da Neon Doctrine, che secondo gli sviluppatori li avrebbe aiutati a raggiungere il mercato asiatico, soprattutto grazie alle grafiche in stile anime e agli elementi del folklore asiatico contenuti nel gioco. Gli sviluppatori si sono accorti che il giorno del lancio il gioco è finito sulla pagina principale di Twitch, grazie a due streamer coreani che l'hanno giocato, aiutandone così la diffusione tramite passaparola. Il gioco ha venduto perlopiù nei mercati nordamericani, specialmente negli Stati Uniti.
Il gioco era inizialmente previsto per essere pubblicato su PlayStation 4 e Xbox One, ma Baroque Decay ha affermato che, dopo aver svolto alcune ricerche, ha deciso di pubblicarlo prima su Nintendo Switch per vederne l'andamento. Il gioco è stato in seguito pubblicato su Xbox One e Xbox Series X il 3 novembre 2022 e su PlayStation 4 l'11 gennaio 2023.
Il 22 gennaio 2024 è stata pubblicata da Crunchyroll una versione per Android e iOS, inclusa nel servizio Crunchyroll Game Vault.

## Accoglienza
| Testata                            | Versione | Giudizio |
| ---------------------------------- | -------- | -------- |
| Metacritic (media al 3 marzo 2024) | PC       | 81/100   |
| Adventure Gamers                   | PC       | [ 3 ]    |
| CGMagazine                         | PC       | 8/10     |
| GameRevolution                     | PC       | 8/10     |
| IGN Japan                          | PC       | 7.2/10   |
| IGN España                         | PC       | 8/10     |

Yuppie Psycho ha ricevuto un punteggio medio di 81/100 sul sito Metacritic, indicando "recensioni generalmente favorevoli". Danielle Riendeau di Vice ha elogiato l'umorismo del gioco, affermando che è stato "molto divertente nel complesso", pur trovando che "non tutti i colpi di scena hanno funzionato per me, nonostante l'abbia trovato per la maggior parte deliziosamente strano", sentendosi costretta a giocarlo sino alla fine. Kevin Lynn di Adventure Gamers ha elogiato gli enigmi soddisfacenti del gioco e gli elementi survival horror, oltre alla storia spassosa, ma ha anche fatto notare che alcune delle meccaniche di furtività e sopravvivenza erano piuttosto superficiali. Un'intervista a IGN Japan ha lodato la capacità del gioco di incrociare orrore e commedia nera, nonostante abbia fallito nel creare la tensione della serie Resident Evil e nel rimanere fedele al tema della sopravvivenza al mondo del lavoro verso la fine.